# Aegophagamyia bivittata
Aegophagamyia bivittata är en tvåvingeart som först beskrevs av Günther Enderlein 1925.  Aegophagamyia bivittata ingår i släktet Aegophagamyia och familjen bromsar. Inga underarter finns listade i Catalogue of Life.